# Deckengemälde im Festsaal des Brühlschen Palais in Dresden

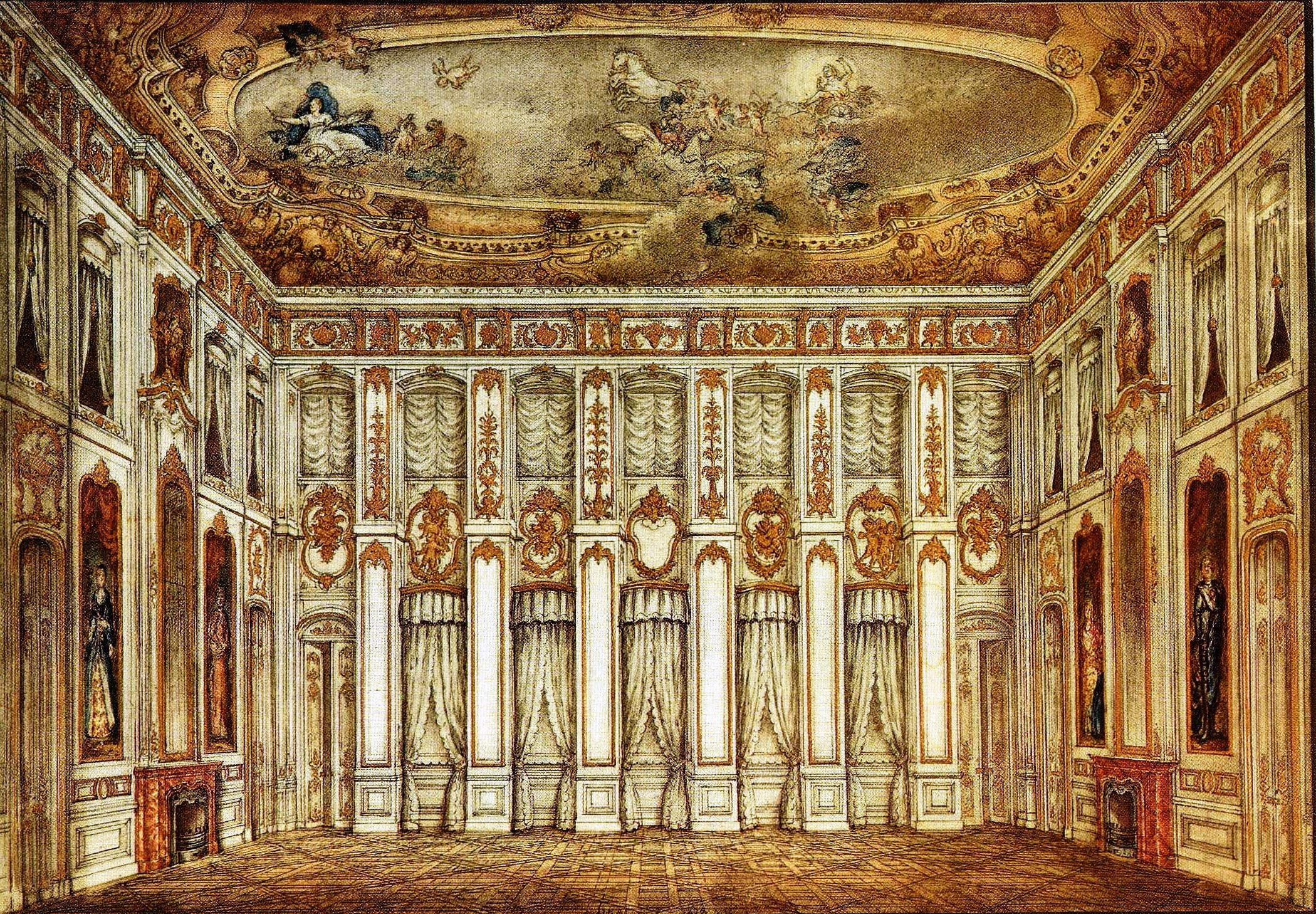
Palais Brühl Festsaal 1876

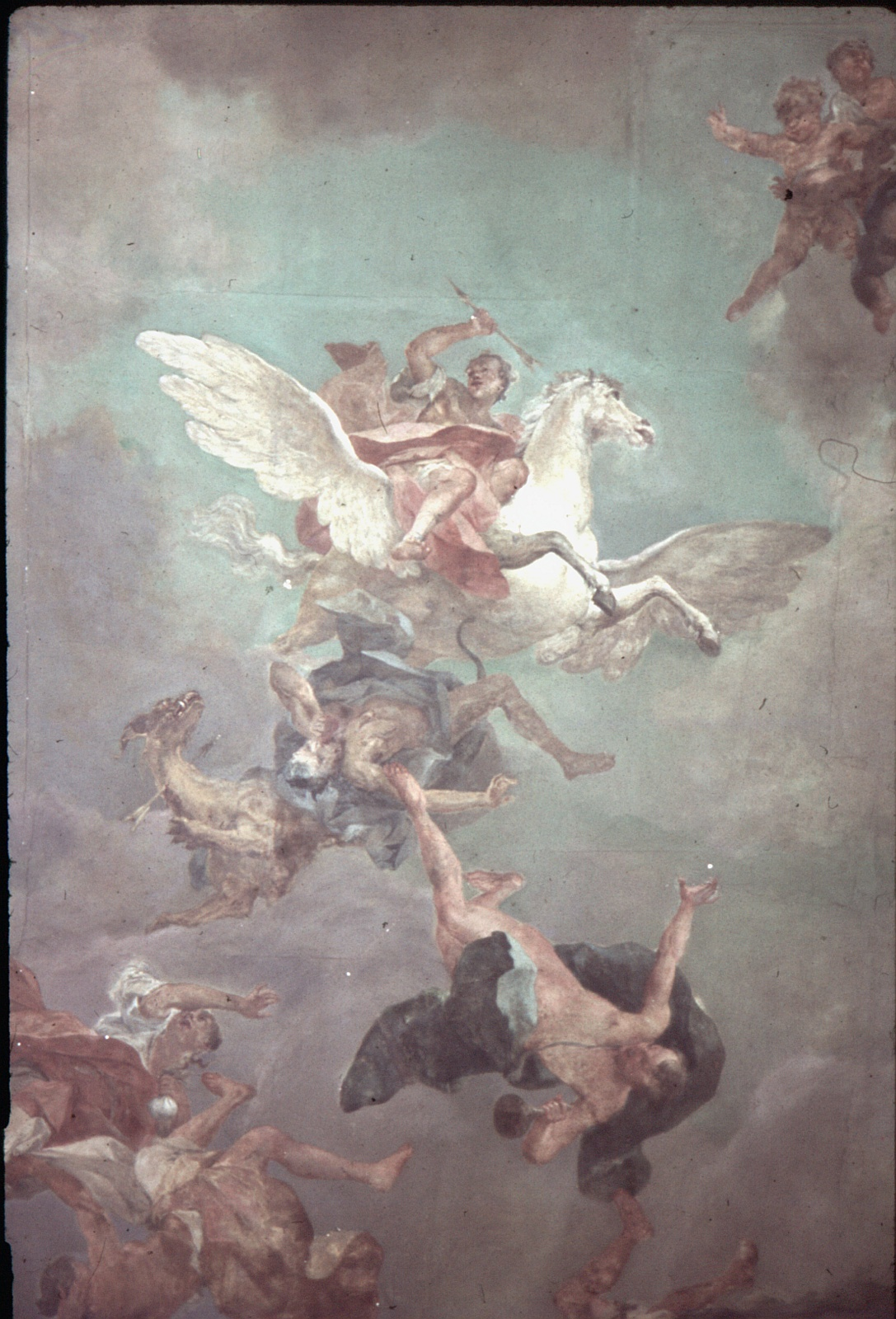
Im Rahmen des „Führerauftrages Monumentalmalerei“ geschaffenes Fotodokument. 1944.

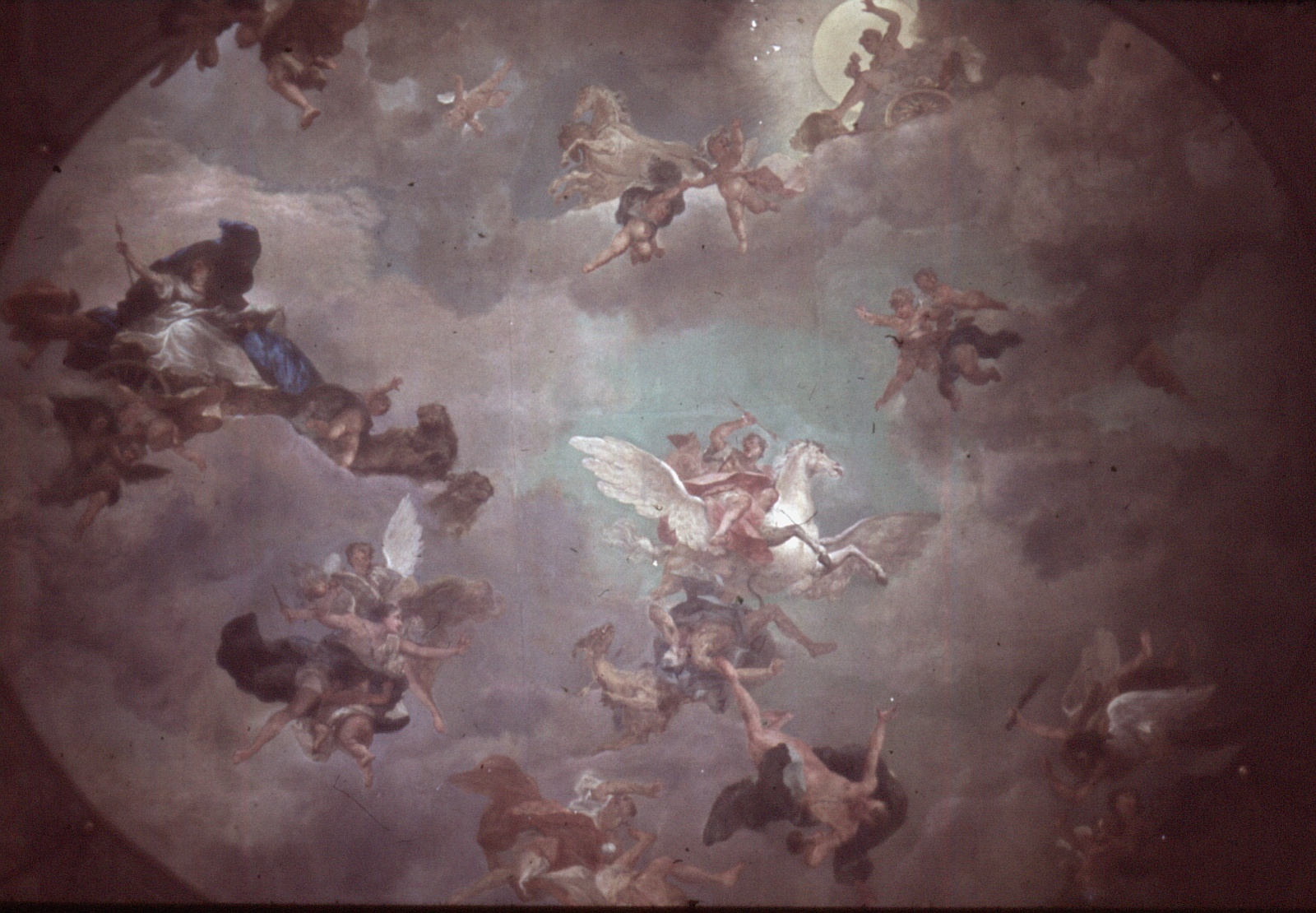

Das 1742 von Louis de Silvestre für den Premierminister Graf Heinrich von Brühl geschaffene Deckengemälde im Festsaal des Brühlschen Palais in Dresden besteht nicht mehr, da es im Zweiten Weltkrieg zerstört wurde. Das Gemälde in Öl auf Gipsgrund stellte den Sieg des Bellerophon über die Chimäre dar.

## Beschreibung
Gustav Otto Müller schildert das Bild so:

„Dasselbe stellt in allegorischer Form den Sieg Bellerophons über die Chimäre dar. Dem Kampf sehen die Götter zu, während die als Begleiter des fabelhaften Tieres gedachten Laster in die Tiefe stürzen.“

Ausführlicher wird der Plafond im Inventar der sächsischen Bau- und Kunstdenkmäler beschrieben:

„In der Mitte der Held auf dem weissen Pegasus reitend, unter dessen Hufen die Chimära. Von rechts schwebt ein Engel nieder, der eine Ruthe schwingt, von der Linken zwei Genien mit Fackel und Dolch. Die Laster des Neides, Spieles und Trunkes, Geizes und der Wollust stürzen aus dem Himmelsraum hervor. Von links naht Cybele auf ihrem Löwenwagen, rechts Apollo auf seinem Viergespann. Putten schweben in dem durchweg in perspektivischer Unteransicht behandelten Gemälde.“

Otto Eduard Schmidt deutet die im Bild enthaltene Botschaft wie folgt:

„[…] während das in der Idee von Brühl selbst herrührende Deckenbild dieses Saales von Louis de Silvestre ausgeführt wurde. Das große Gemälde - es ziert jetzt die Aula der Kunstgewerbeschule - stellt dar, wie Bellerophon die Chimäre, d. i. die aus Schlangegift geborene Verleudnung, besiegt.
Um der Chimäre zu helfen, eilen die anderen Laster: Neid, Spiel, Trunk, Geiz, Wollust herbei, aber sie werden vertrieben durch Apollo (Brühl) und Cybele, die Gottheiten des Lichtes und der göttlichen Weltordnung, und durch einen von rechts herniederschwebenden, rutentragenden Engel, den als Symbole irdischer Gerechtigkeit zwei Genien mit Fackeln und Dolch begleiten. Dieses Bild, unter dem die glänzenden Feste des Brühlschen Hauses abgehalten wurden, sagt deutlicher als alles andere, was Brühl von seinem Regierungssystem dachte oder doch wenigstens gedacht wissen wollte.“

## Geschichte des Bildes
Als im Jahre 1899 das Palais abgebrochen wurde, konnte das Deckenbild dadurch gerettet werden, dass man einzelne Teile sorgfältig abnahm. Es wurde zusammen mit den übrigen Dekorationen in die Aula der 1901/1909 erbauten Kunstgewerbeschule in der Güntzstraße übertragen. Die Details der Rettung des Deckenbildes schildert Paul Schumann im „Dresdner Anzeiger“ vom 24. September 1900. Ursprünglich hatte sich das Sächsische Finanzministerium gegen eine Bergung ausgesprochen, da die mit 45.000 Mark berechneten Kosten als zu hoch erschienen. Hofrat Professor Ermenegildo Antonio Donadini (1847–1936) schlug dann eine andere Methode der Bergung vor, die nur 5000 bis 7000 Mark kosten sollte. So konnte „buchstäblich in letzter Minute“, als bereits mit dem Abbruch begonnen wurde, das Bild abgenommen werden. Das „17,77 m lange und 12,92 breite Deckengemälde wurde auf der Bildseite mit Leinwand verklebt und – ohne die Figurengruppen zu berühren – in 51 große Blöcke zersägt, von denen jeder 18 - 24 Zentner wog“. Professor Donadini vollzog dann auch die Wiederherstellung des Deckengemäldes in der Kunstgewerbeschule.
Bei den Luftangriffen auf Dresden wurde das Deckengemälde zusammen mit dem Festsaal am 13./14. Februar 1945 zerstört. Ein Deckfarbenblatt von J. H. Aßmann aus dem Jahre 1876, das im Dresdner Kupferstichkabinett aufbewahrt wird, zeigt eine vollständige – wenn auch perspektivisch stark verzerrte – Wiedergabe des Deckengemäldes.
Vier Fotografien aus dem Institut der Denkmalpflege Dresden zeigen einige Hauptgruppen der Komposition: 1.) Bellerophon im Kampf mit der Chimäre. 2.) Cybele auf ihrem Löwenwagen. 3.) Die Personifikationen des Spiels, der Trunksucht, des Geizes und der Wollust. 4.) Zwei geflügelte Genien mit Fackel und Dolch.
Im Rahmen des sogenannten „Führerauftrages Monumentalmalerei“ erfolgte noch 1944 eine fotografische Dokumentation des kurze Zeit später zerstörten Deckengemäldes.